# تا زمانی که مرا دوست داری
تا زمانی که مرا دوست داری (به انگلیسی: As Long as You Love Me) آهنگ جاستین بیبر، خوانندهٔ نوجوان کانادایی است که در ژوئیه ۲۰۱۲ پخش شده است.